# Skeiðin
Skeiðin er et fjeld, som ligger ved bygden Sørvágur på Vágar i Færøerne. Det ligger mellem selve bygden og stranden Selvík. På toppen af fjeldet findes der en radiosender.
|  | Denne artikel kan blive bedre, hvis der indsættes geografiske koordinater Denne artikel omhandler et emne, som har en geografisk lokation. Du kan hjælpe ved at indsætte koordinater i wikidata. |